# Eisenerz
Eisenerz ("IJzererts") is een oud mijnstadje in de Oostenrijkse deelstaat Steiermark, zo'n 108 kilometer ten noordwesten van Graz. Eisenerz maakt deel uit van het district Leoben en telt 3.742 inwoners.
Het is gesitueerd in de diepe Erzbachvallei, en het zicht wordt in het oosten gedomineerd door de berg de Pfaffenstein, in het westen door de Kaiserschild en in het zuiden door de Erzberg.

## Geboren
- Mario Stecher (17 juli 1977), noordse combinatieskiër
- Daniela Iraschko (21 november 1983), schansspringster
- David Zauner (9 april 1985), 1996-2009: noordse combinatieskiër, 2009-heden: schansspringer
- Lukas Klapfer (25 december 1985), noordse combinatieskiër

## Galerij

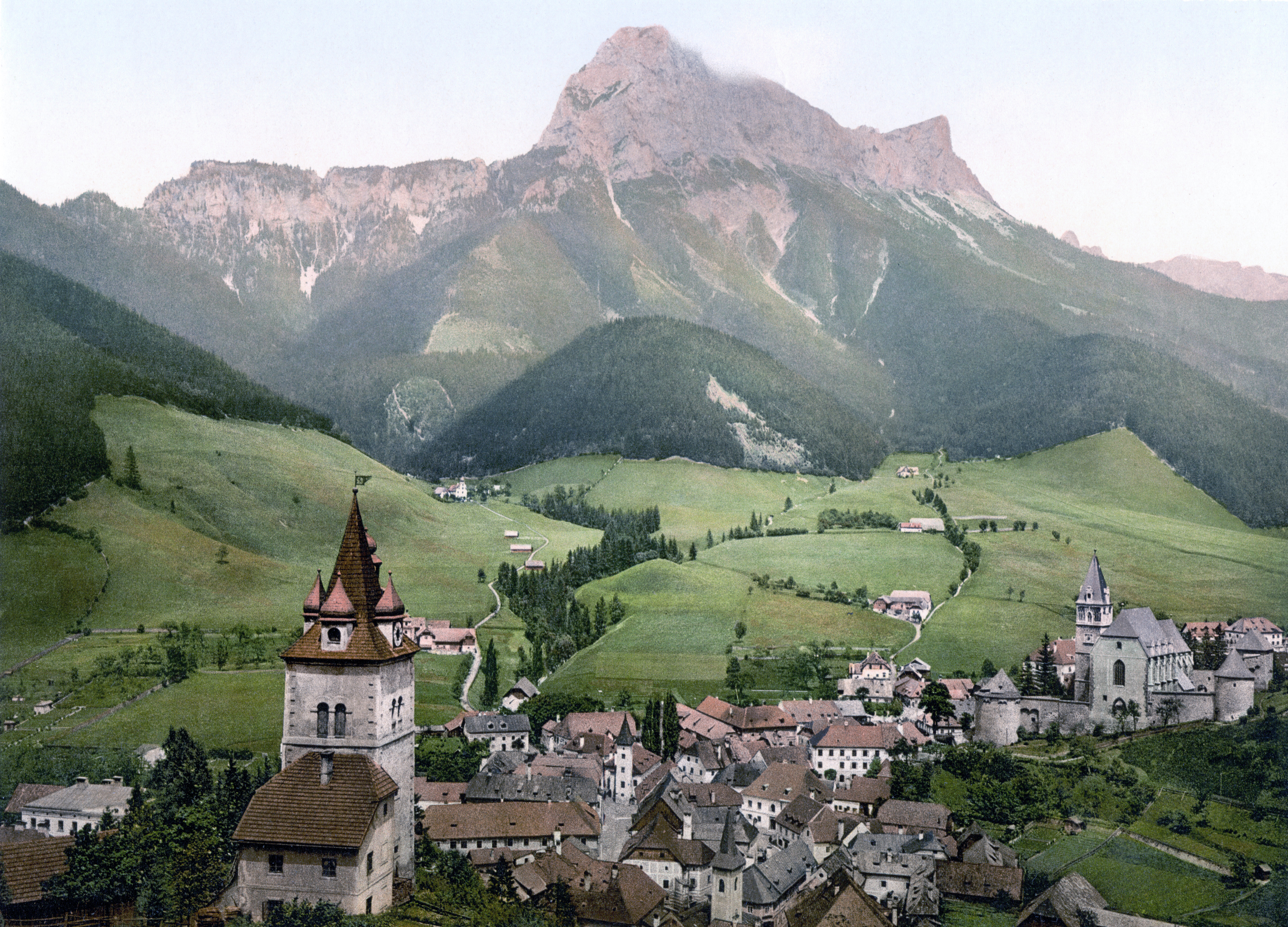
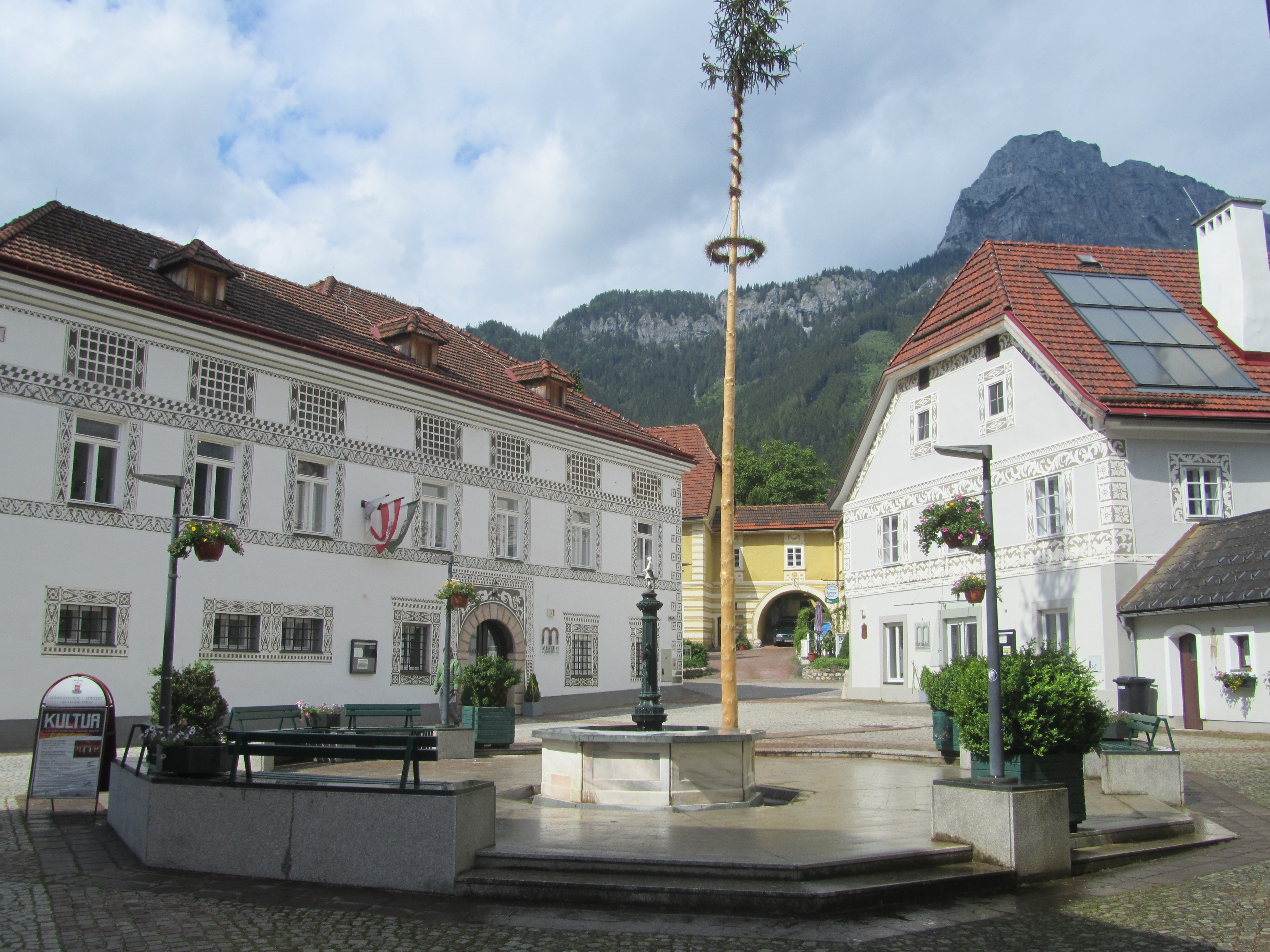
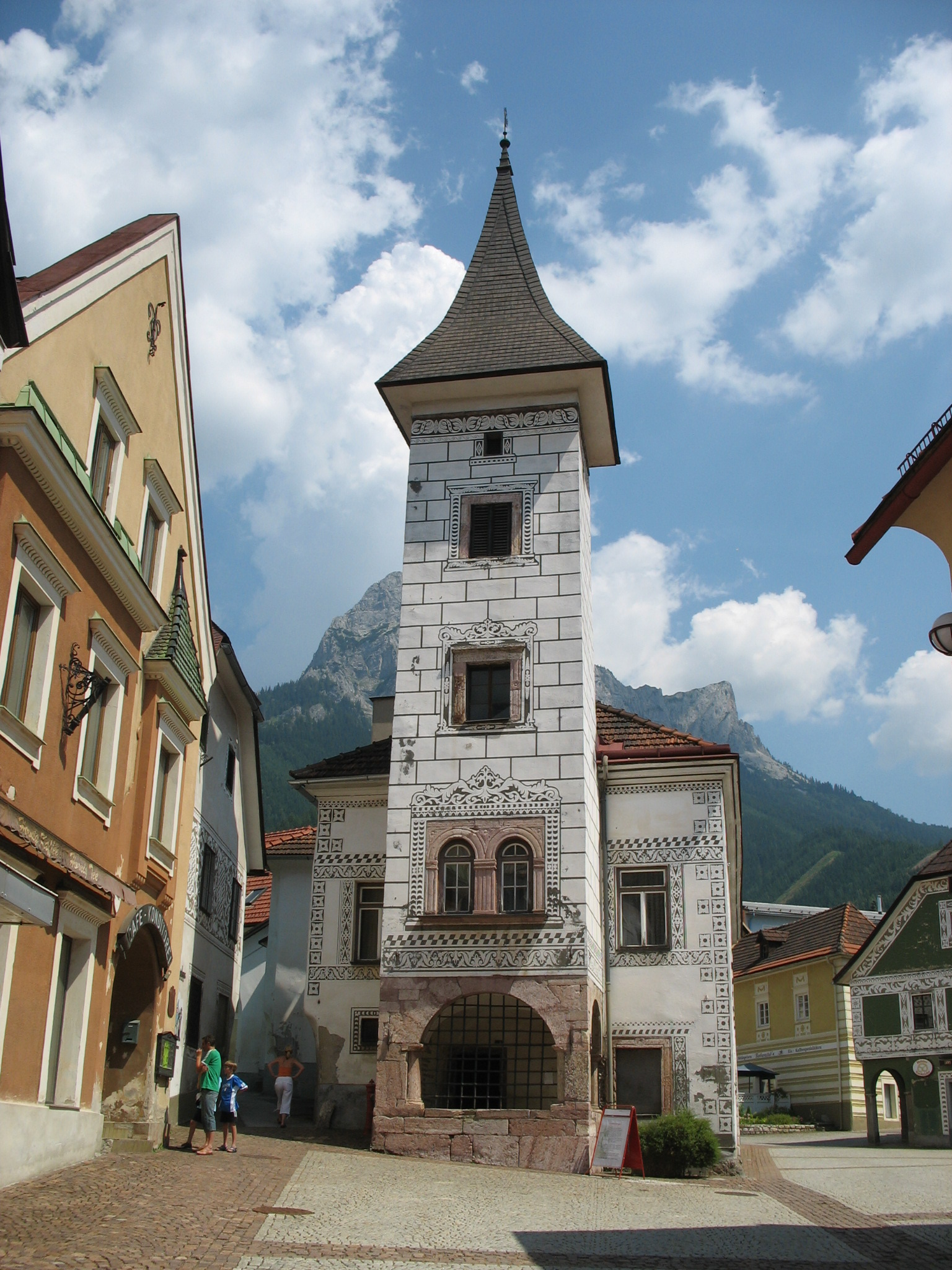
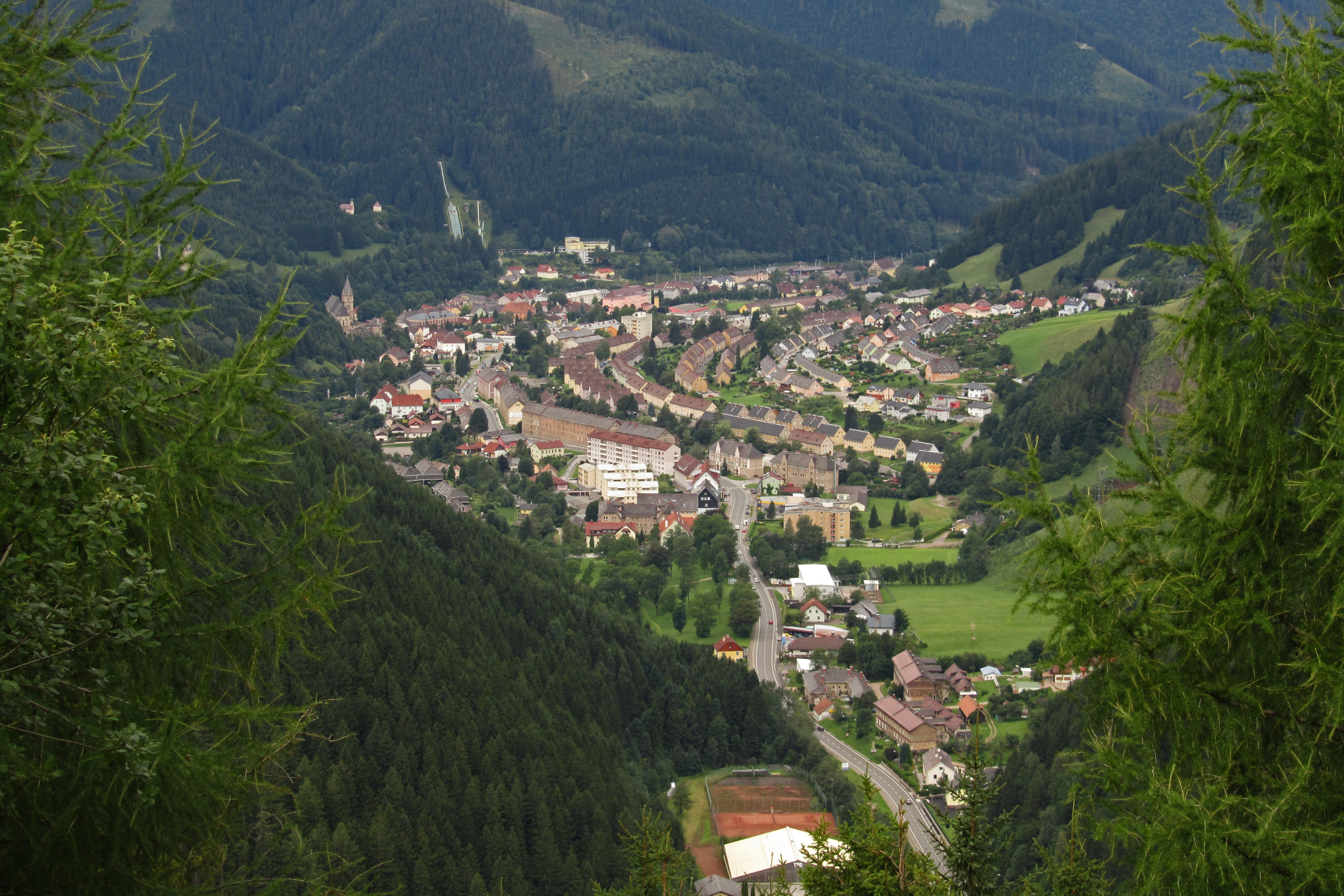
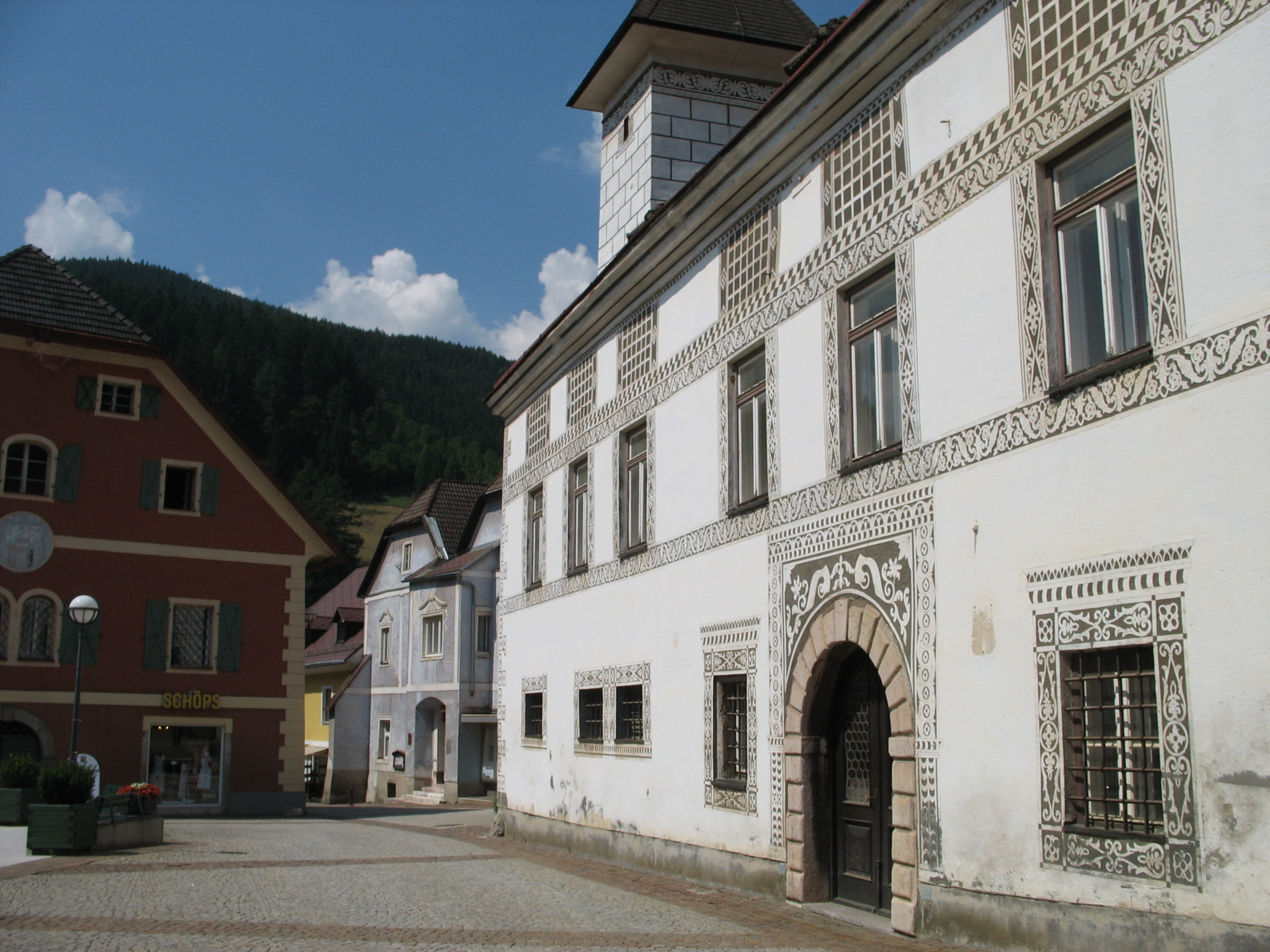
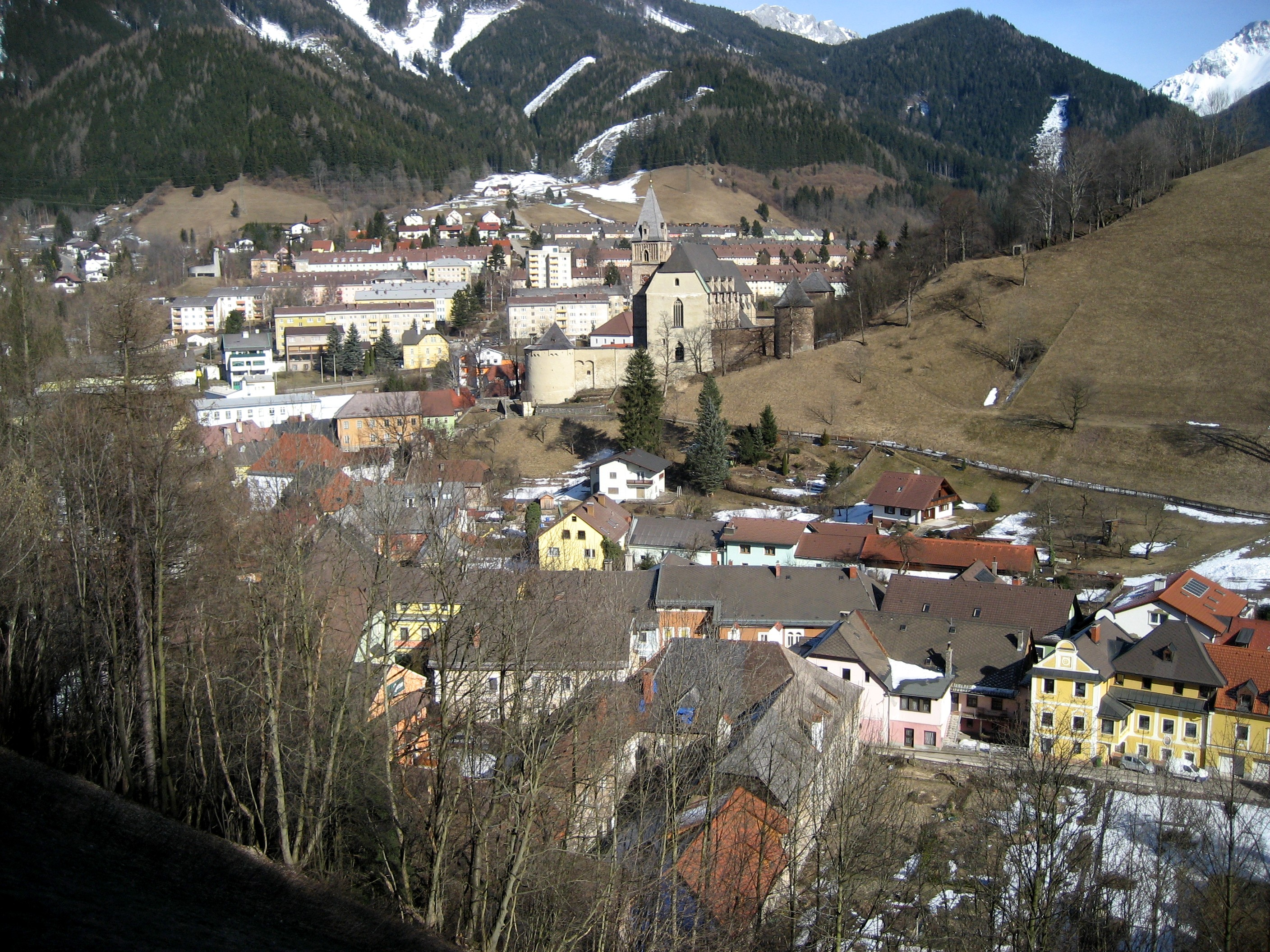
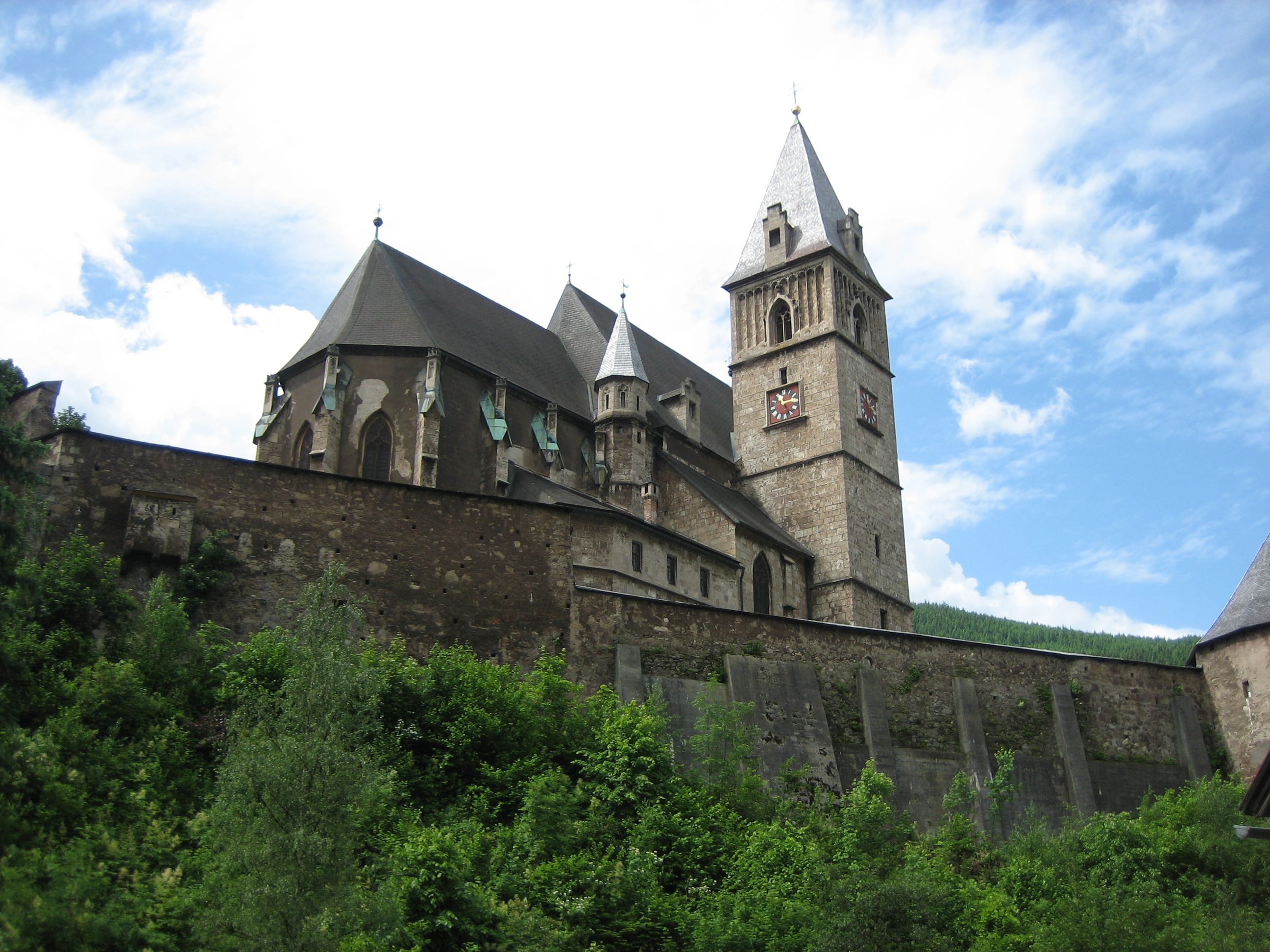

## Bedrijven
In Eisenerz staat het hoofdkantoor van platenlabel Napalm Records.

## Bezienswaardigheden
- Monumentaal sculptuur van Napalm Records op snelweg B115, geplaatst door het stadsbestuur[1]

- Gemeinsame Normdatei: 4014064-7
- Library of Congress Control Number: n93032551
- MusicBrainz: 1c851f4e-0464-4a61-9cb8-21ecdb0b2e8d
- Nationale Bibliotheek van Tsjechië: ge758609
- Nationale Bibliotheek van Israël: 987007530921005171
- Virtual International Authority File: 156618191
- WorldCat: E39PBJB8tFFMjFxwYTxWXRCbBP

Stadsgemeenten:
Eisenerz ·
Leoben ·
Trofaiach

Marktgemeenten:
Kalwang ·
Kammern im Liesingtal ·
Kraubath an der Mur ·
Mautern in Steiermark ·
Niklasdorf ·
Sankt Michael in Obersteiermark ·
Sankt Peter-Freienstein ·
Vordernberg

Overige gemeenten:
Proleb ·
Radmer ·
Sankt Stefan ob Leoben ·
Traboch ·
Wald am Schoberpaß